# メッセージ (宇徳敬子の曲)
『メッセージ』は宇徳敬子の8枚目のシングル。ZAIN RECORDSから1996年8月5日に発売された。規格品番：ZADL-1062。

## 概要
宇徳敬子8枚目のソロシングルで、日本移動通信（現KDDI）コマーシャルソングに使用された。
歌詞内容が「相手にメッセージを伝える」という、タイアップ先を意識したものとなっている。
シングル最高位が32位と最低記録を更新、売上は下降線を辿った。

## タイアップ
- 日本移動通信CMソング

## 収録曲
全曲作詞・作曲：宇徳敬子
1. メッセージ
編曲：明石昌夫・UK Project
2. YEAI YEAI
編曲：古井弘人・UK Project
3. メッセージ Original Karaoke